# Joel Levi
Joel Levi (geboren 25. August 1938 in Kfar Sirkin, Völkerbundsmandat für Palästina; gestorben 15. Juni 2014  in Ramat Gan) war ein israelischer Rechtsanwalt.

## Leben
Joel Levis Eltern emigrierten in den 1930er Jahren nach Palästina. Er studierte Rechtswissenschaften zur Zeit des Eichmann-Prozesses in Tel Aviv und absolvierte sein Rechtsreferendariat bei Gabriel Bach. Seit 1964 war er in einer eigenen Kanzlei in Tel Aviv als Rechtsanwalt tätig. Er spezialisierte sich auf Restitutionsverfahren für Opfer des Nationalsozialismus. Seit der Washingtoner Erklärung 1998 wurde Levi auch vermehrt mit Fällen von Restitution von Raubkunst beauftragt.
Levi war Gründungsmitglied und langjähriges Vorstandsmitglied der Deutsch-Israelischen Juristenvereinigung (DIJV/IDJ). Er erhielt 2007 das Bundesverdienstkreuz Erster Klasse.
Levi war Initiator der Ausstellung Anwalt ohne Recht über das Schicksal jüdischer Anwälte im Dritten Reich und Initiator des Buches Zu Recht wieder Anwalt.

## Schriften (Auswahl)
- Die Arisierung jüdischer Anwaltskanzleien. In: Anwälte und ihre Geschichte : zum 140. Gründungsjahr des Deutschen Anwaltvereins. Mohr Siebeck, Tübingen  2011, ISBN 978-3-16-150757-1, S. 305–314.
- Nachwort. In: Barbara Sauer, Ilse Reiter-Zatloukal (Hrsg.): Advokaten 1938 : das Schicksal der in den Jahren 1938 bis 1945 verfolgten österreichischen Rechtsanwältinnen und Rechtsanwälte. Manz, Wien 2010, ISBN 978-3-214-04194-6.
- Die Rolle der jüdischen Rechtsanwälte in der Weimarer Republik. In: „Juden ist der Beruf des Rechtsanwalts verschlossen“ : (§ 1 der 5. VO zum Reichsbürgergesetz v. 27.09.1938); Dokumentation zur Ausstellung „Anwalt ohne Recht – Schicksale jüdischer Anwälte in Deutschland nach 1933“ in Hamm vom 3. September bis 20. Oktober 2008. Rechtsanwaltskammer, Hamm 2010, DNB 1009508423, S. 36–78.